# Đinh Thị Bình
Đinh Thị Bình (sinh ngày 24 tháng 8 năm 1984) là nữ đại biểu quốc hội Việt Nam khóa XIV nhiệm kì 2016-2021, thuộc đoàn đại biểu quốc hội tỉnh Phú Thọ. Bà là một trong 21 đại biểu không phải là đảng viên Đảng Cộng sản Việt Nam trúng cử đại biểu quốc hội XIV. Bà đã ứng cử và trúng cử đại biểu quốc hội lần đầu năm 2016 ở đơn vị bầu cử số, tỉnh Phú Thọ, gồm có thành phố Việt Trì và các huyện: Tam Nông, Tân Sơn, Thanh Sơn, Thanh Thủy, Yên Lập với tỉ lệ 66,72% số phiếu.

## Xuất thân
Đinh Thị Bình sinh ngày 24 tháng 8 năm 1984 quê quán ở Xã Mỹ Thuận, huyện Tân Sơn, tỉnh Phú Thọ.
Bà hiện cư trú ở Xóm Minh Tâm, xã Minh Đài, huyện Tân Sơn, tỉnh Phú Thọ.

## Giáo dục
- Giáo dục phổ thông: 12/12
- Đại học Sư phạm chuyên ngành Lịch sử
- Sơ cấp lí luận chính trị

## Sự nghiệp
Bà hiện là PTP GDDT huyện Tân Sơn, tỉnh Phú Thọ.